# Архиепархия Антекера
Архиепархия Антекера (лат. Archidioecesis Antequerensis) — архиепархия Римско-католической церкви с центром в городе Оахака-де-Хуарес, Мексика. В митрополию Антекера входят епархии Пуэрто-Эскондидо, Теуантепека, Тустепека, территориальная прелатура Михеса, территориальная прелатура Уаутлы. Кафедральным собором архиепархии Антекера является церковь Успения Пресвятой Девы Марии.

## История
21 июня 1535 года Святой Престол учредил епархию Антекера, выделив её из eпархия Тласкалы (сегодня — Архиепархия Пуэблы). В этот же день епархия Антекера вошла в митрополию Севильи.
19 марта 1539 года епархия Антекера передала часть своей территории для возведения новой епархии Чьяпаса (сегодня — Епархия Сан-Кристобаль-де-лас-Касаса).
12 февраля 1546 года епархия Антекера вошла в митрополию Мехико.
19 марта 1863 года епархия Антекера передала часть своей территории для возведения новой епархии Веракрус-Халапы (сегодня — Архиепархия Халапы).
23 июня 1891 года епархия Антекера была возведена в ранг архиепархии и в этот же день передала часть своей территории новой епархии Теуантепека.
25 апреля 1902 года, 13 января 1962 года и 8 ноября 2003 года архиепархия Антекера передала часть своей территории для возведения новых епархий Микстекаса (сегодня — Епархия Уахуапан-де-Леона), Теуакана, Пуэрто-Эскондидо и территориальной прелатуре Уаутлы.

## Ординарии архиепархии

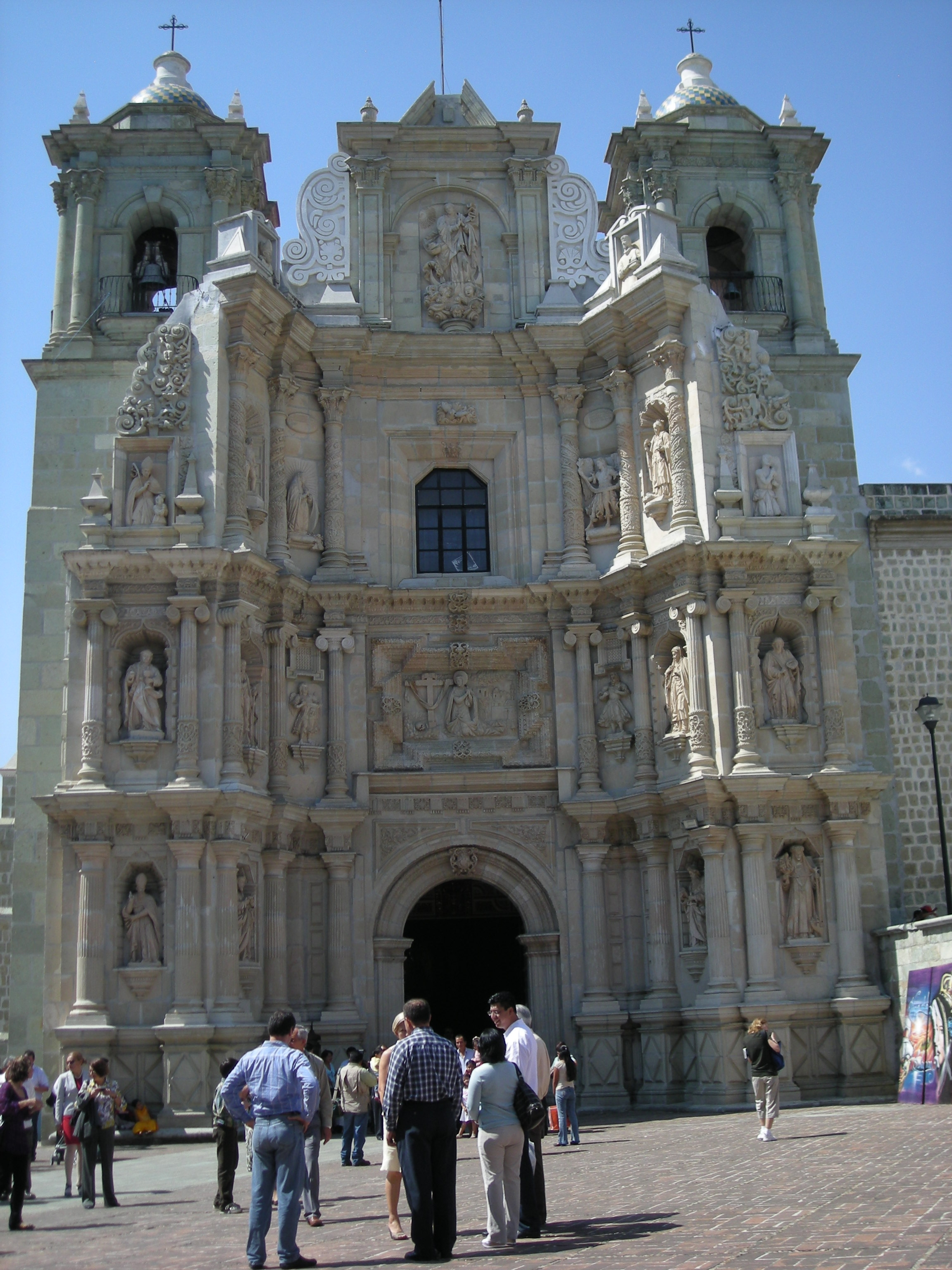
Базилика Богоматери Одиночества в городе Оахака

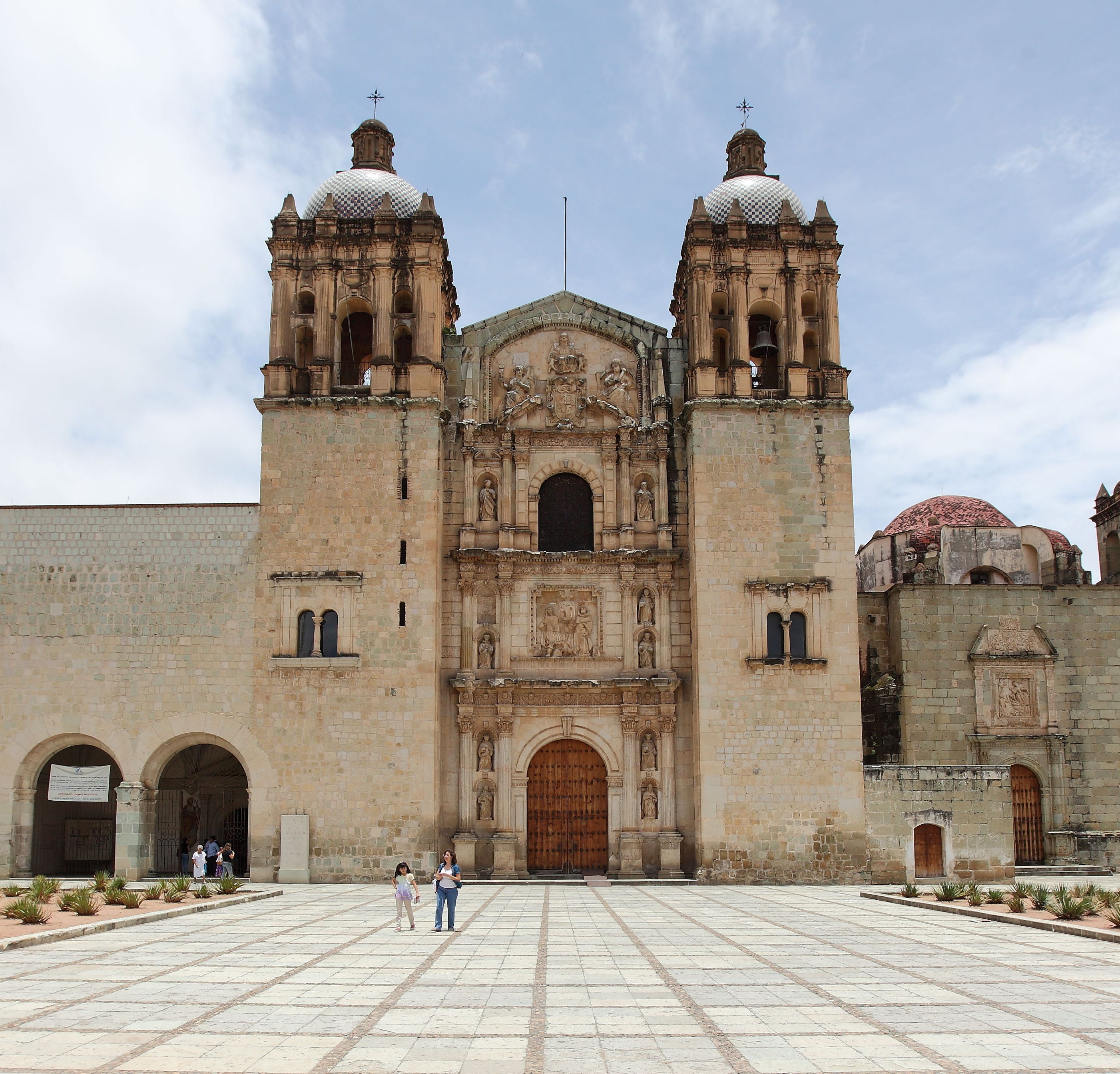
Церковь Санто-Доминго-де-Гусман

- епископ Juan Lopez de Zárate (1535 — 1555);
- епископ Bernardo de Albuquerque (1561 — 1579);
- епископ Bartolomé de Ledesma (1583 — 1604);
- епископ Baltazar de Covarrubias y Múñoz (1605 — 1608);
- епископ Juan de Cervantes (1608 — 1614);
- епископ Juan Bartolome de Bohórquez e Hinojosa (1617 — 1633);
- епископ Leonel de Cervantes y Caravajal (1636 — 1637);
- епископ Bartolomé de Benavente y Benavides (1639 — 1652);
- епископ Francisco Diego Díaz de Quintanilla y de Hevía y Valdés (1653 — 1656);
- епископ Juan Alonso de Cuevas y Davaols (1658 — 1664);
- епископ Tomás de Monterroso (1664 — 1678);
- епископ Nicolás Ortiz del Puerto y Colmenares Salgado (1678 — 1681);
- епископ Isidoro Sariñana y Medina Cuenca (1683 — 1696);
- епископ Manuel Plácido de Quirós de Porras (1698 — 1699);
- епископ Angel de Maldonado (1700 — 1728);
- епископ Francisco de Santiago y Calderón (1729 — 1736);
- епископ Tomás Montaño y Aarón (1737 — 1742);
- епископ Diego Felipe Gómez de Angulo (1744 — 1752);
- епископ Buenaventura Blanco y Elguero (1753 — 1764);
- епископ Miguel Anselmo Álvarez de Abreu y Valdéz (1765 — 1774);
- епископ José Gregorio Alonso de Ortigosa (1775 — 1793);
- епископ Gregorio José de Omaña y Sotomayo (1792 — 1797);
- епископ Antonio Bergosa y Jordán (1801 — 1817);
- епископ Manuel Isidoro Perez Sánchez (1819 — 1837);
- епископ Jose Epigmenio Villanueva y Gomez de Eguiarreta (1839 — 1840);
- епископ Angel Mariano de Morales y Jasso (1841 — 1843);
- епископ Antonio Mantecón e Ibáñez (1844 — 1852);
- епископ José Agustín Domínguez y Díaz (1854 — 1859);
- епископ José María Covarrubias y Mejía (1861 — 1867);
- епископ Vicente Fermín Márquez y Carrizosa (1868 — 1887);
- епископ Eulogio Gregorio Clemente Gillow y Zavalza (1887 — 1891);
- архиепископ Eulogio Gregorio Clemente Gillow y Zavalza (1891 — 1922);
- архиепископ José Othón Núñez y Zárate (1922 — 1941);
- архиепископ Fortino Gómez León (1942 — 1967);
- архиепископ Эрнесто Коррипио-и-Аумада (1967 — 1976);
- архиепископ Bartolomé Carrasco Briseño (1976 — 1993);
- архиепископ Héctor González Martínez (1993 — 2003);
- архиепископ José Luis Chávez Botello (8.11.2003 — 10.02.2018);
- архиепископ Pedro Vázquez Villalobos (10.02.2018 — по настоящее время).

## Источник
- Annuario Pontificio, Libreria Editrice Vaticana, Città del Vaticano, 2003, ISBN 88-209-7422-3